# آرزو (بازیگر)
طاهره غفاری با نام هنری آرزو (زاده ۱۳۲۸ در تهران) بازیگر سینما اهل ایران بود.

## زندگی هنری
وی فعالیت حرفه‌ای را با بازی در فیلم ستارهٔ صحرا به کارگردانی عزیزالله رفیعی آغاز کرد.

## زندگی خصوصی
وی همسر افشین مقدم خواننده پیش از انقلاب بود که در سنین جوانی و در ابتدای راه خوانندگی بر اثر تصادف در ۱ مرداد ۱۳۵۵ در جاده هراز درگذشت. از افشین یک دختر و نوه به یادگار مانده‌‌است.

## بازیگر
1. دلقک (۱۳۵۵)
2. انگشت‌نما (۱۳۵۴)
3. کمین (۱۳۵۴)
4. آب توبه (۱۳۵۳)
5. ابرمرد  (۱۳۵۳)
6. بنده خدا (۱۳۵۳)
7. حسین آژدان (۱۳۵۳)
8. سلام بر عشق (۱۳۵۳)
9. یاور (۱۳۵۳)
10. آقا مهدی کله‌پز (۱۳۵۲)
11. خیالاتی (۱۳۵۲)
12. مروارید (۱۳۵۲)
13. نعمت نفتی (۱۳۵۲)
14. هلوی پوست کنده (۱۳۵۲)
15. تپلی (۱۳۵۱)
16. قایقرانان (۱۳۵۱)
17. بدنام (۱۳۵۰)
18. پهلوان بابا (۱۳۵۰)
19. پهلوان در قرن اتم (۱۳۵۰)
20. خانه به دوشان (۱۳۵۰)
21. عمو یادگار (۱۳۵۰)
22. مردان خشن (۱۳۵۰)
23. ملا ممد جان (۱۳۵۰)
24. وحشی جنگل (۱۳۵۰)
25. آژیر خطر (۱۳۴۹)
26. آینه زمان (۱۳۴۹)
27. جمعه شیرین (۱۳۴۹)
28. قوز بالا قوز (۱۳۴۹)
29. سرود زندگی (۱۳۴۸)
30. آلونک (۱۳۴۷)
31. چوب خدا (۱۳۴۷)
32. سالار مردان (۱۳۴۷)
33. گردباد زندگی (۱۳۴۷)
34. من شوهر می‌خواهم (۱۳۴۷)
35. فرجام (فیلم) (۱۳۴۷) - نمایش داده نشد
36. سوغات فرنگ (۱۳۴۶)
37. گل‌آقا (۱۳۴۶)
38. معجزه (۱۳۴۶)
39. امیرارسلان نامدار (۱۳۴۵)
40. ستاره صحرا (۱۳۴۳)